# Los Tortuga
Los Tortuga es una película hispano-chilena de drama de 2024, dirigida por Belén Funes, quien la coescribió con Marçal Cebrian. Está protagonizada por Antonia Zegers y Elvira Lara. Se estrenó en el Festival Internacional de Cine de Toronto de 2024 el 5 de septiembre de 2024, y luego se estrenó en cines españoles el 23 de mayo de 2025, con distribución de A Contracorriente Films.

## Trama
Una mujer, Delia (Antonia Zegers), y su hija, Anabel (Elvira Lara), deben lidiar con el duelo causado por la muerte del respectivo marido y padre, Julián. Su ya de por sí frágil equilibrio se tambalea cuando reciben una amenaza de desahucio.

## Reparto
- Antonia Zegers como Delia
- Elvira Lara como Anabel

## Producción
A principios de mayo de 2023, se anunció que se había abierto un casting en Jaén para la segunda película de Belén Funes, Los Tortuga. El 23 de mayo de 2023, se anunció que la actriz chilena Antonia Zegers protagonizaría la película. También se anunció que el rodaje de la película tendría lugar a lo largo del último cuatrimestre de 2023. El rodaje de la cinta tuvo lugar en Barcelona y Jaén, incluyendo algunas escenas en el restaurante jaenero El Mesón Despeñaperros. El presupuesto total de Las Tortuga es de más de dos millones de euros, incluyendo un millón de euros procedente de las ayudas generales del ICAA.

## Lanzamiento y marketing
El 7 de agosto de 2024, se anunció que Los Tortuga tendría su estreno mundial en el Festival Internacional de Cine de Toronto de 2024 el 5 de septiembre de 2024. El 12 de febrero de 2025, se anunció que la película tendría su estreno en España en el Festival de Málaga el 16 de marzo de 2025, como parte de la Sección Oficial del festival. El 13 de marzo de 2025, A Contracorriente Films lanzó el tráiler de la película y programó su estreno en cines para el 23 de mayo de 2025.